# Xochitzinga
Xochitzinga är en ort i Mexiko.   Den ligger i kommunen Ajalpan och delstaten Puebla, i den sydöstra delen av landet, 240 km sydost om huvudstaden Mexico City. Xochitzinga ligger 2 388 meter över havet och antalet invånare är 646.
Terrängen runt Xochitzinga är huvudsakligen kuperad, men söderut är den bergig. Runt Xochitzinga är det ganska tätbefolkat, med 134 invånare per kvadratkilometer. Närmaste större samhälle är Ajalpan, 15,8 km sydväst om Xochitzinga. Omgivningarna runt Xochitzinga är en mosaik av jordbruksmark och naturlig växtlighet.